# Elgoin
L'Elgoin est une montagne de 1 214 mètres d'altitude appartenant aux Montagnes basques. Il est situé en Biscaye au Pays basque (Espagne).
L'Elgoin se trouve dans le massif d'Anboto. Il se situe entre le mythique Anboto et le col de Larrano, où se trouve l'ermitage de Santa Bárbara.

## Géographie

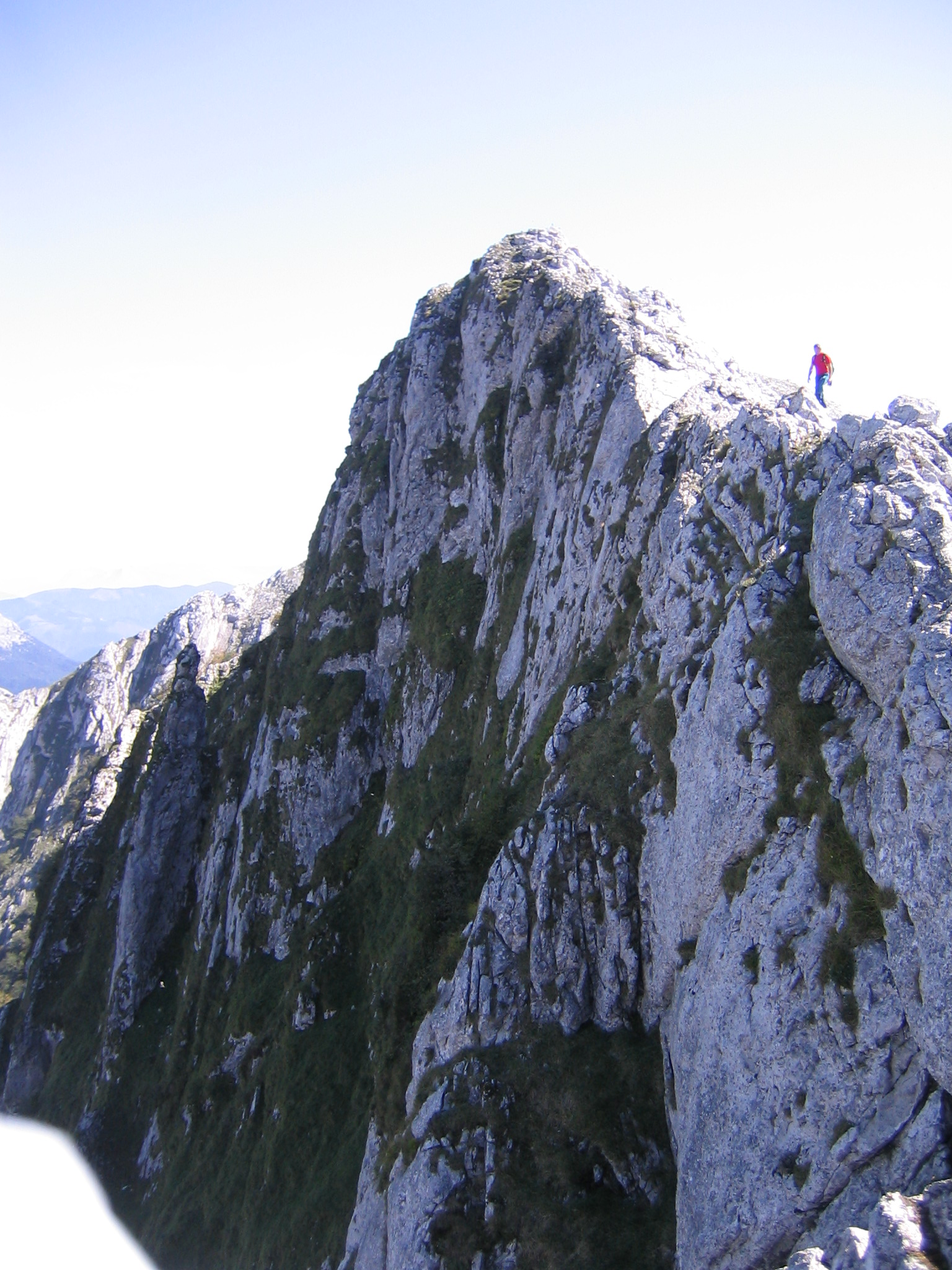
Vue de la crête de l'Elgoin.

Avec ses 1 214 mètres d'altitude, il est le second sommet de la chaîne d'Anboto ou montagnes du Durangaldea, également connue comme « la petite Suisse », et fait partie du parc naturel d'Urkiola. L'Egoin, situé à l'Est du parc, le traverse en direction nord-ouest sud-est.
Dans cette chaine formée par cette montagne, l'Anboto dans sa partie du sud-est et l'Alluitz dans le nord-ouest, l'Egoin s'élève près du sommet du géant Anboto. Il est très escarpé laissant apparaître un grand « cirque » dans le versant nord, sur la vallée d'Arrazola, tandis que dans le sud, moins pentu, il s'élève, imposant sur les champs d'Autzane.
À l'est de la cime se trouve la brèche d'Auntzen Altarie, qui le sépare du petit accident qui suppose la Saitzen Puntie. Ce sommet est resté longtemps anonyme. En 1867 il était indiqué comme pic « X ».

## Géologie
La montagne est composée de calcaire récifal gris clair très compact, contenant des fossiles de coraux coloniaux massifs et de coquillages de Heterodontas (grand mollusque en forme de coupe) et d'Ostreidaes.

## Ascensions
L'ascension à l'Egoin peut s'effectuer depuis le col de Larrano ou depuis le col d'Auntzen altarie. Il est aussi possible de monter directement par le versant sud depuis les champs d'Asuntze.
Depuis Asuntze
Une fois dans les champs d'Asuntze, où se trouve la source ferrique du Pol-pol, que l'on atteint depuis Urkiola ou depuis Atxarte, se diriger vers le versant rocheux en cherchant le canal de Kurutzeta, signalé, et une fois arrivé en haut tourner vers la gauche en montant jusqu'au-dessus en suivant la ligne de crête dont la traversée est de niveau I.
Depuis Larrano
Au col de Larrano il est possible d'y accéder très facilement depuis les champs d'Auntzen, en dix minutes, ou depuis la partie d'Arrazola par plusieurs chemins très marqués et sans difficulté. Une fois là, en regardant vers Arrazola, suivre la ligne de crête vers la droite, en cherchant l'Anboto. Après une petite pente atteindre le pic de Kurutzeta puis suivre les indications de l'a route précédemment exposée.
Depuis Anboto
En arrivant sur le sommet de cette montagne reine, Anboto, suivre la ligne de crête, après un passage intéressant et sans difficulté (niveau I) sur le sommet de l'Egoin. D'Anboto arriver au col d'Auntzen, auquel on peut aussi arriver par la voie normale de l'ascension de l'Anboto ou par Anboto Sakona, puis suivre vers le nord-est jusqu'à l'Egoin.
Temps d'accès :
- Axpe (2 h 45 min) ;
- Atxarte (2 h 30 min).